# عبد الخالق جواد
عبد الخالق جواد المعروف أيضا باسم عبد الخالق محمد جواد (ولد في نوفمبر 1930) هو رباع عراقي مثل العراق في دورة الألعاب الأولمبية الصيفية عام 1964 في طوكيو.

## روابط خارجية
- عبد الخالق جواد على موقع أوليمبيديا (الإنجليزية)